# RD-301
RD-301(11D14 (11D14))はソビエトの高性能液体燃料ロケットエンジン(LRE)である。1970年代半ばにロケットの上段と補助ロケットのために開発された。酸化剤と燃料は液体フッ素と液体アンモニアという希少な組み合わせだった。全ての地上試験を通過して打ち上げ準備は出来ていたのにもかかわらず、実際の打上げには使用されなかった。エンジンの効率が酸素/水素の組み合わせと大差なかったのである。エンジンを取り巻く状況は困難で高い反応性のフッ素により危険で、推進剤と反応による生成物は有毒だった。これらの要因により、エンジンは用途を見出されなかった。:第一にフッ素エンジンはより高効率で燃料の蒸気の毒性は幾分低かったのでフッ素酸化物によってフッ化水素は最終的に破棄された。
エンジンの設計は部分的に継続され実験的なエンジンの11D13と8D21になった。LREは二段燃焼サイクルで燃焼室内の温度は4400Kに低減された。推進剤の混合比は2.7だった。燃料で冷却された(ノズルと燃焼室の再生冷却)。1軸式のターボポンプで470回転/秒で1265 kWだった。システム管理は圧縮されたヘリウムを使用した電子ガス圧制御だった。複数回の始動が選択肢として用意された。酸化剤の高い腐食性により、部品が破損して開発の行程において多くの技術的困難が伴った。
ロケットでの部分的な使用を想定した開発は失敗だったが、得られた知見は後のエンジンの開発に役立った。プロトンロケットの3段目の類似の単燃焼室を備えた8D21のようなエンジンの開発に受け継がれた。フッ素とアンモニアを使用する上段ロケットの開発は中止された。ソビエトの月計画の枠組みで開発者達の一部は関心を寄せた。特殊な上段であるブロックDでの開発が検討された。